# Ewelina Pruszko
Ewelina Pruszko (ur. 3 kwietnia 1978 we Wrocławiu) – polska zapaśniczka, medalistka mistrzostw świata i mistrzostw Europy.

## Kariera sportowa
W 1995 zdobyła brązowy medal w mistrzostwach Europy juniorów w wadze do 65 kg.  W następnym roku zwyciężyła w mistrzostwach Europy juniorów w wadze do 70 kg, a w mistrzostwach Europy seniorów zajęła w tej wadze 5. miejsce. ponownie zwyciężyła w mistrzostwach Europy juniorów w 1997 (w wadze do 68 kg), zaś w 1998 zdobyła złote medale w tej wadze zarówno w mistrzostwach świata juniorów, mistrzostwach Europy juniorów, jak i w mistrzostwach Europy seniorów. Na mistrzostwach świata w 1998 zajęła 5. miejsce. Zdobyła srebrny medal na mistrzostwach Europy w 1999, a na mistrzostwach świata w 1999 wywalczyła 6. miejsce.
Zajęła 7. miejsce w mistrzostwach Europy i 9. miejsce w mistrzostwach świata w 2000. W 2002 była czwarta zarówno w mistrzostwach świata, jak i w mistrzostwach Europy w wadze do 67 kg. Zdobyła srebrny medal w tej wadze na mistrzostwach świata w 2003 i brązowy medal na mistrzostwach Europy w tym samym roku. W 2004 zajęła 4. miejsce w mistrzostwach Europy.
Była mistrzynią Polski w wadze do 70 kg w 1996, w wadze do 75 kg w 1999, w wadze do 67 kg w 2002 i 2003 oraz w wadze do 72 kg w 2006, a także wicemistrzynią w wadze do 67 kg w 2004 oraz w wadze do 72 kg w 2005.